# Jan Łukasz Gryżewski

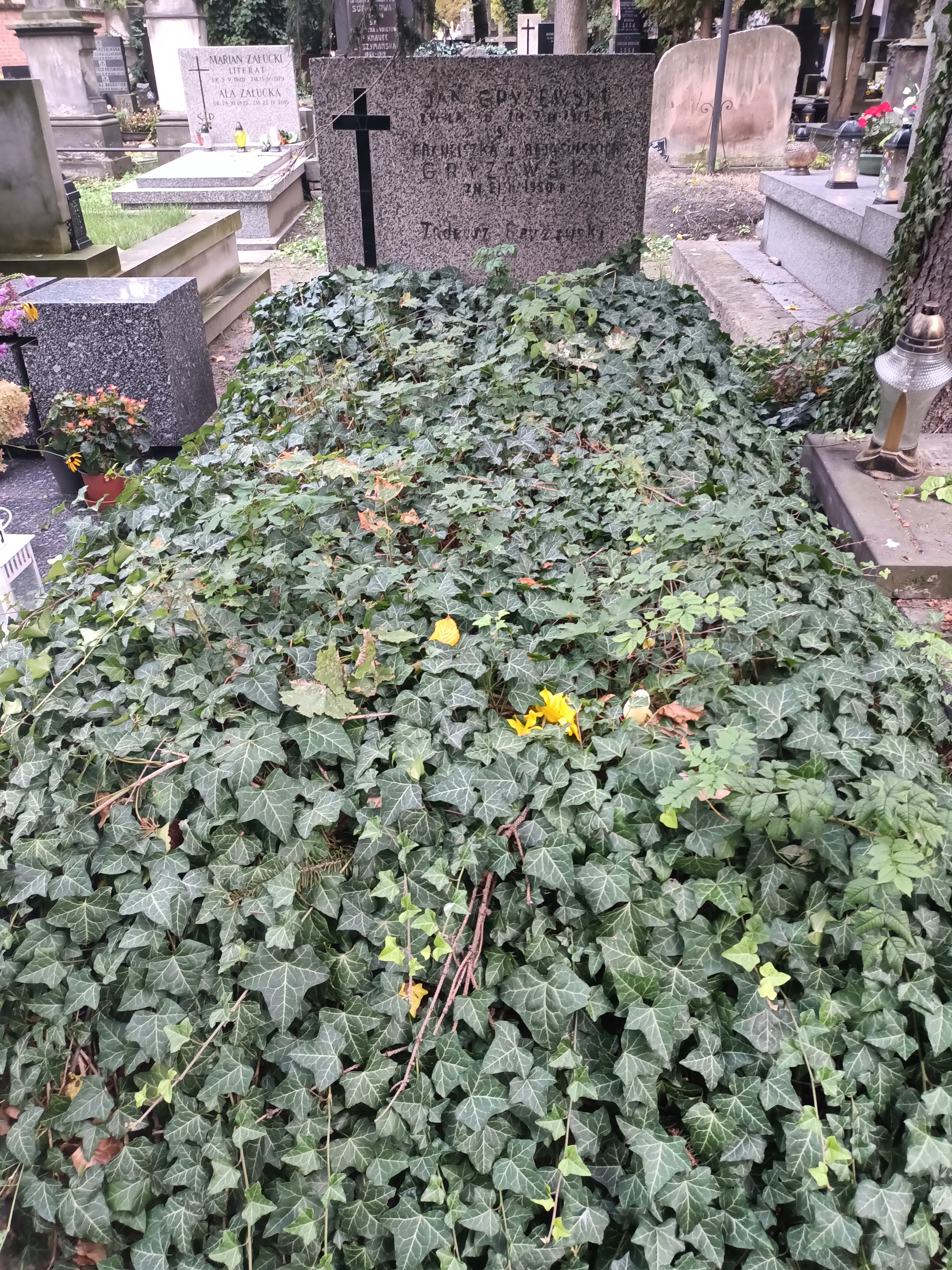
Grób Jana Gryżewskiego na Cmentarzu Powązkowskim

Jan Łukasz Gryżewski (ur. 24 listopada 1870 w Różyce Żmijowe, zm. 7 lutego 1919 w Witoszycach) – polski inżynier komunikacji, działacz społeczny i polityczny.

## Życiorys
Urodził się 24 listopada 1870 w majątku Różyce Żmijowe w rodzinie Kazimierza i Faustyny z d. Skotnickiej. Pierwsze nauki pobierał w Łęczycy i w 1892 ukończył studia w Instytucie Inżynierów Komunikacji w Petersburgu.
W 1892 rozpoczął pracę w Warszawie w Zarządzie Drogi Żelaznej Warszawsko-Wiedeńskiej. Na początku 1902 został przeniesiony do Częstochowy i objął stanowisko naczelnika IV oddziału Kolei Warszawsko-Wiedeńskiej. Równocześnie podjął działalność społeczną i polityczną na terenie miasta.
Pod koniec 1902 brał udział w zebraniu założycielskim częstochowskiego oddziału Warszawskiego Towarzystwa Higienicznego oraz został wybrany do zarządu tegoż. W 1904 uczestniczył w inwentaryzacji zbiorów do tworzonego w mieście Muzeum Higienicznego otwartego w 1905. Od 1902 był prezesem oraz księgowym Towarzystwa Dobroczynności dla Chrześcijan, które hojnie wspierał finansowo.
Należał do Narodowej Demokracji i był jednym z sygnatariuszy manifestu w 1905 żądającego m.in. przywrócenie języka polskiego w życiu publicznym. W 1906 kandydował w wyborach do Dumy Państwowej, ale nie został wybrany. Wspólnie z Władysławem Biegańskim działał nad utworzeniem polskiego gimnazjum w Częstochowie. Również w 1906 był wśród założycieli Towarzystwa Gimnastycznego „Sokół” oraz był w składzie sądu honorowego tego towarzystwa. Był prezesem koła częstochowskiego Polskiej Macierzy Szkolnej. 
Pod koniec 1906 został przeniesiony służbowo do Warszawy i został mianowany naczelnikiem I oddziału drogowego Kolei Warszawsko-Wiedeńskiej a w 1908 objął funkcję naczelnika biura ruchu w Zarządzie Kolei. W 1912 został zwolniony ze służby i był współzałożycielem fabryki blachy falistej w Pruszkowie.
Po wybuchu I wojny światowej zmobilizowany do służby na kolei i w 1915 został ewakuowany do Rosji. Przebywał w Charkowie oraz w Moskwie. Był asystentem profesora Aleksandra Wasiutyńskiego w przeniesionym do Moskwy Warszawskim Instytucie Politechnicznym. W maju 1918 powrócił do kraju i podjął pracę w Ministerstwie Spraw Wewnętrznych i pracował w komisji do spraw przebudowy warszawskiego węzła kolejowego a następnie został wiceprezesem Dyrekcji Kolejowej w Warszawie.
Na początku lutego 1919 udał się jako członek komisji do Poznania, zginął w katastrofie kolejowej 7 lutego, spowodowanej przez niemieckich kolejarzy na stacji Witoszyce pod Jarocinem.
Żonaty był z Franciszką Bojasińską z którą mieli trzech synów: Kazimierza, Tadeusza i Jana. Pochowany został na cmentarzu powązkowskim w Warszawie.